# شناور کلاس هندیجان
هندیجان که با نام MIG-S-4700 نیز شناخته می‌شود، کلاسی از کشتی‌های کمکی است که توسط نیروی دریایی ارتش ایران اداره می‌شود. هشت فروندِ نخست این کلاس توسط گروه دامن هلند و مابقی توسط سازمان صنایع دریایی ایران واقع در بندرعباس ساخته شده‌است. به گفتهٔ نشریهٔ جین، کشتی‌های این کلاس، برای نظارت ساحلی استفاده می‌شوند و یکی از آن‌ها نیز به‌عنوان کشتی آموزشی استفاده می‌شود. IISS این شناورها را به‌عنوان شناورهای گشتی طبقه‌بندی می‌کند.

## طرح

### ویژگی‌ها
این کشتی دارای قابلیت جابجایی حداکثر ۴۲۰ تن (۴۱۰ تن بزرگ) است. طول آن، ۴۷ متر (۱۵۴ فوت ۲ اینچ) است و از دو شفت استفاده می‌کند که از دو موتور دیزلی میتسوبیشی S16MPTK نیرو می‌گیرد. این سیستم برای ارائهٔ ۶٬۶۰۰ اسب بخار (۴٫۹ مگاوات)، برای رسیدن به حداکثر سرعت تخمینی ۲۵ گره (۴۶ کیلومتر بر ساعت؛ ۲۹ مایل بر ساعت)، طراحی شده‌است.
برای ناوبری، شناورهای کلاس هندیجان به Raccal Decca یا China RM 1070A در باند I متکی هستند.

### جنگ‌افزارها
بر پایهٔ گزارش‌ها، شناورهای کلاس هندیجان، مجهز به یک توپ ۲۰ میلی‌متری GAM-BO1 و دو مسلسل ۱۲٫۷ میلی‌متری هستند. حداقل دو مورد از آن‌ها (به‌نام‌های کلات و سیریک) برای شلیک موشک کروز ضدکشتی نور، از سال ۲۰۱۵ اصلاح شده‌اند. این موشک‌ها، دارای هدایت آشیانه‌یابی راداری فعال هستند و بردی معادل۱۲۰ کیلومتر (۶۵ مایل دریایی) با سرعت ۰٫۹ ماخ دارند.

## فهرست شناورهای این کلاس
شناورهای این کلاس، عبارت‌اند از:
| نام شناور         | دلیل نام‌گذاری           | شماره    | وضعیت   |
| ----------------- | ----------------------- | -------- | ------- |
| هندیجان           | هندیجان                 | ۱۴۰۱     | در خدمت |
| سیریک             | سیریک                   | ۱۴۰۲     | در خدمت |
| کنارک             | کنارک                   | ۱۴۰۳     | خراب    |
| گواتر             | گواتر                   | ۱۴۰۴     | در خدمت |
| مقام              | بندرمقام                | ۱۴۰۵     | در خدمت |
| بهرگان (جنو سابق) | بهرگان                  | ۱۴۰۶     | در خدمت |
| کلات              | کلات                    | ۱۴۰۷     | در خدمت |
| گناوه             | بندر گناوه              | ۱۴۰۸     | در خدمت |
| رستمی             | رستمی (بوالخیر تنگستان) | ۱۴۰۹     | در خدمت |
| نایبند            | نایبند                  | ۱۴۱۰     | در خدمت |
| Macham            | ناشناخته                | ناشناخته | در خدمت |
| خرمشهر            | خرمشهر                  | ناشناخته | در خدمت |